# Semmi hirtelen mozdulat
A Semmi hirtelen mozdulat (eredeti cím: No Sudden Move) 2021-ben bemutatott amerikai bűnügyi thriller, amelynek rendezője Steven Soderbergh, forgatókönyvírója Ed Solomon, producere Casey Silver. A főszerepben Don Cheadle, Benicio del Toro, David Harbour, Jon Hamm, Amy Seimetz, Brendan Fraser, Kieran Culkin, Noah Jupe, Craig Grant (utolsó szereplése), Julia Fox, Frankie Shaw, Ray Liotta és Bill Duke látható.
A film világpremierje 2021. június 18-án volt a Tribeca Filmfesztiválon, az Egyesült Államokban pedig 2021. július 1-jén mutatta be az HBO Max. Általánosságban pozitív kritikákat kapott a kritikusoktól, akik Soderbergh rendezését és a szereplők alakítását dicsérték.

## Rövid történet
Bűnözők egy csoportja rejtélyes körülmények között kapcsolatba kerülnek egymással, és együtt kell működniük, hogy kiderítsék, mi is történik valójában, amikor egyszerű munkájuk teljesen félresiklik.

## Szereplők
(Zárójelben a magyar hangok feltüntetve)
- Don Cheadle – Curt Goynes (Vida Péter)
- Benicio del Toro – Ronald Russo (Gergely Róbert)
- David Harbour – Matt Wertz (Széles Tamás)
- Jon Hamm – Joe Finney nyomozó (Fekete Ernő)
- Amy Seimetz – Mary Wertz (Zsigmond Tamara)
- Brendan Fraser – Doug Jones (Bognár Tamás)
- Kieran Culkin – Charley (Ágoston Péter)
- Noah Jupe – Matthew Wertz Jr.
- Craig Grant – Jimmy
- Julia Fox – Vanessa Capelli
- Frankie Shaw – Paula Cole (Haumann Petra)
- Ray Liotta – Frank Capelli (Forgács Péter)
- Bill Duke – Aldrick Watkins (Forgács Gábor)
- Matt Damon – Mike Lowen/Mr. Big (Stohl András)
- Byron Bowers – Maurice
- Hugh Maguire – Mel Forbert (Beratin Gábor)
- Bryan Sawyer – nyomozó
- Javon Anderson – Lonnie
- Kevin Scollin – Hugh Naismith (Holl Nándor)
- Lucy Holt – Peggy Wertz

## Gyártás
2019 novemberében bejelentették, hogy Steven Soderbergh rendezi a filmet, amely akkor még a Kill Switch címet viselte, és Josh Brolin, Don Cheadle, Sebastian Stan és John Cena szerepeltek a főszereplők között. 2020 márciusára Jon Hamm és Cedric the Entertainer is csatlakoztak a szereplőgárdához, Brolin viszont visszalépett. 2020 májusában bejelentették, hogy Cheadle, Stan és Hamm szereplők lettek, és Benicio del Toro, Ray Liotta, Amy Seimetz, Frankie Shaw és George Clooney is csatlakozik a stábhoz.
A forgatás 2020. április 1-jén kezdődött volna, de a COVID-19 világjárvány miatt elhalasztották. Soderbergh kijelentette, hogy reméli, szeptemberben újraindulhat. A film címe No Sudden Move lett, és szeptember 28-án megkezdődött a forgatás Detroitban, ahol David Harbour, Brendan Fraser, Kieran Culkin, Noah Jupe, Bill Duke és Julia Fox csatlakozott a stábhoz, míg Stan, Cena és Clooney színészek a forgatás elhúzódása miatt távoztak. Októberben Matt Damon is csatlakozott a szereplőgárdához egy cameoszerepben. A gyártás november 12-én fejeződött be.
A filmet szinte kizárólag széles látószögű "fisheye" lencsékkel vették fel, ami torzításokat eredményez a képkocka külső széle körül.

## Megjelenés
A Semmi hirtelen mozdulat világpremierje a Tribeca Filmfesztiválon volt 2021. június 18-án. 2021. július 1-jén jelent meg az HBO Maxon. A Samba TV szerint a filmet az első négy napban 567 ezer háztartásban nézték meg.